# Pilea flammula
Pilea flammula är en nässelväxtart som beskrevs av P. Brack. Pilea flammula ingår i släktet pileor, och familjen nässelväxter. Inga underarter finns listade i Catalogue of Life.